# Leavenworth megye
Leavenworth megye az Amerikai Egyesült Államokban, azon belül Kansas államban található. Megyeszékhelye és legnagyobb városa Leavenworth. Lakosainak száma 81 881 fő (2020. április 1.). Leavenworth megye Platte, Wyandotte, Johnson, Atchison, Douglas és Jefferson megyékkel határos.

## Népesség
A megye népességének változása:
| Lakosok száma | 76 546 | 77 109 | 77 710 | 78 185 | 79 315 | 81 881 |
|               | 2010   | 2011   | 2012   | 2013   | 2015   | 2020   |